# Wiadomości (tygodnik dolnośląski)
Wiadomości – tygodnik wychodzący na Dolnym Śląsku, w latach 1954–1968 w Legnicy, a od 1969 do 1981 we Wrocławiu. Wydawany z mutacjami dla Bolesławca, Złotoryi i Jawora (1965–1966), dla Lubina (1965–1971), dla Świdnicy i Wałbrzycha oraz dla Legnicy (jako „Wiadomości – Tygodnik Zagłębia Miedziowego”, red. nacz. Roman Karpiński, od 1969 Władysław Biełowicz, w 1981 Wojciech Wystup).
Pismo miało profil społeczno-polityczny, specjalizowało się m.in. w reportażu interwencyjnym.